# Моллі Генніс
Моллі Генніс (англ. Molly Hannis, 13 березня 1992) — американська плавчиня.
Чемпіонка світу з плавання на короткій воді 2016 року.
Переможниця Панамериканських ігор 2019 року.